# Чеканина, Полина Валерьевна
Полина Валерьевна Чеканина (род. 14 марта 1977) — российская дзюдоистка, чемпионка и призёр чемпионатов России, мастер спорта России международного класса. Выступала в средней и полутяжёлой весовых категориях (до 70 и 78 кг). В 1997 году заняла 3 место на чемпионате страны. Всего же она семь раз становилась бронзовой призёркой чемпионатов страны, один раз — серебряной, и трижды — чемпионкой. В 1999 году она стала победительницей командного чемпионата Европы в категории до 78 кг.

## Спортивные результаты
- Чемпионат России по дзюдо 1997 года — ;
- Чемпионат России по дзюдо 1998 года — ;
- Чемпионат России по дзюдо 1999 года — ;
- Чемпионат России по дзюдо 2000 года — ;
- Чемпионат России по дзюдо 2001 года — ;
- Чемпионат России по дзюдо 2002 года, абсолютная категория — ;
- Чемпионат России по дзюдо 2002 года, до 78 кг — ;
- Чемпионат России по дзюдо 2004 года — ;
- Чемпионат России по дзюдо 2005 года — ;
- Чемпионат России по дзюдо 2006 года — ;
- Чемпионат России по дзюдо 2007 года — ;